# Abū ʿInān Fāris

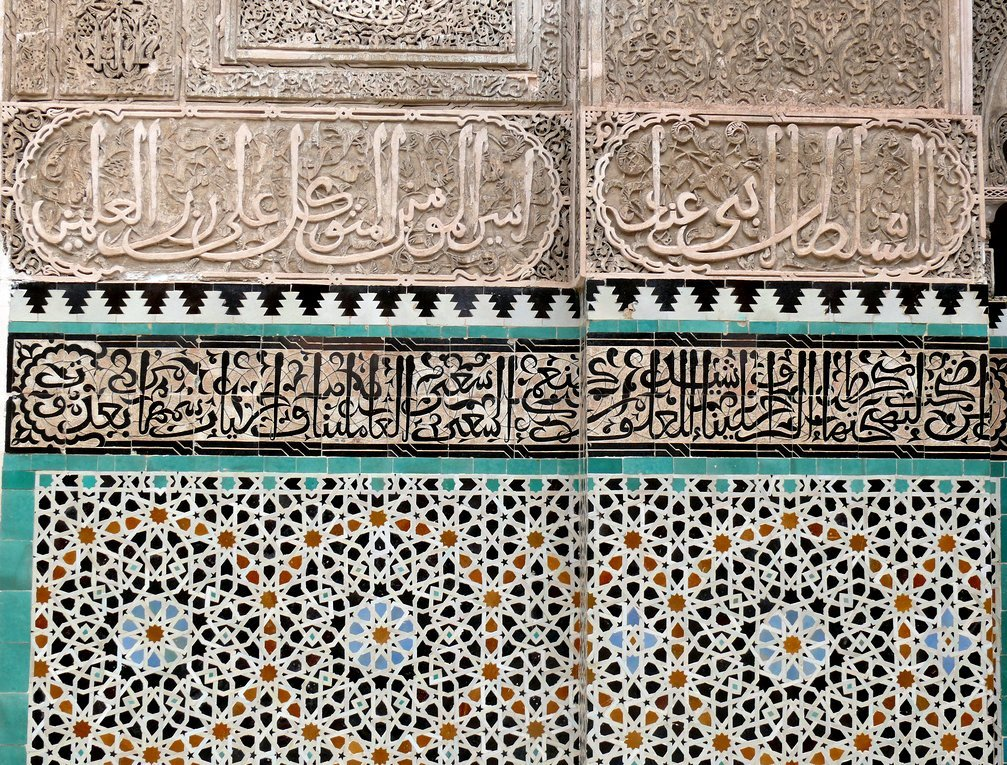
Aus der Gründungsinschrift der Madrasa: Der Sultan Abū ʿInān, der Befehlshaber der Gläubigen, der auf den Herrn der Welten vertraut

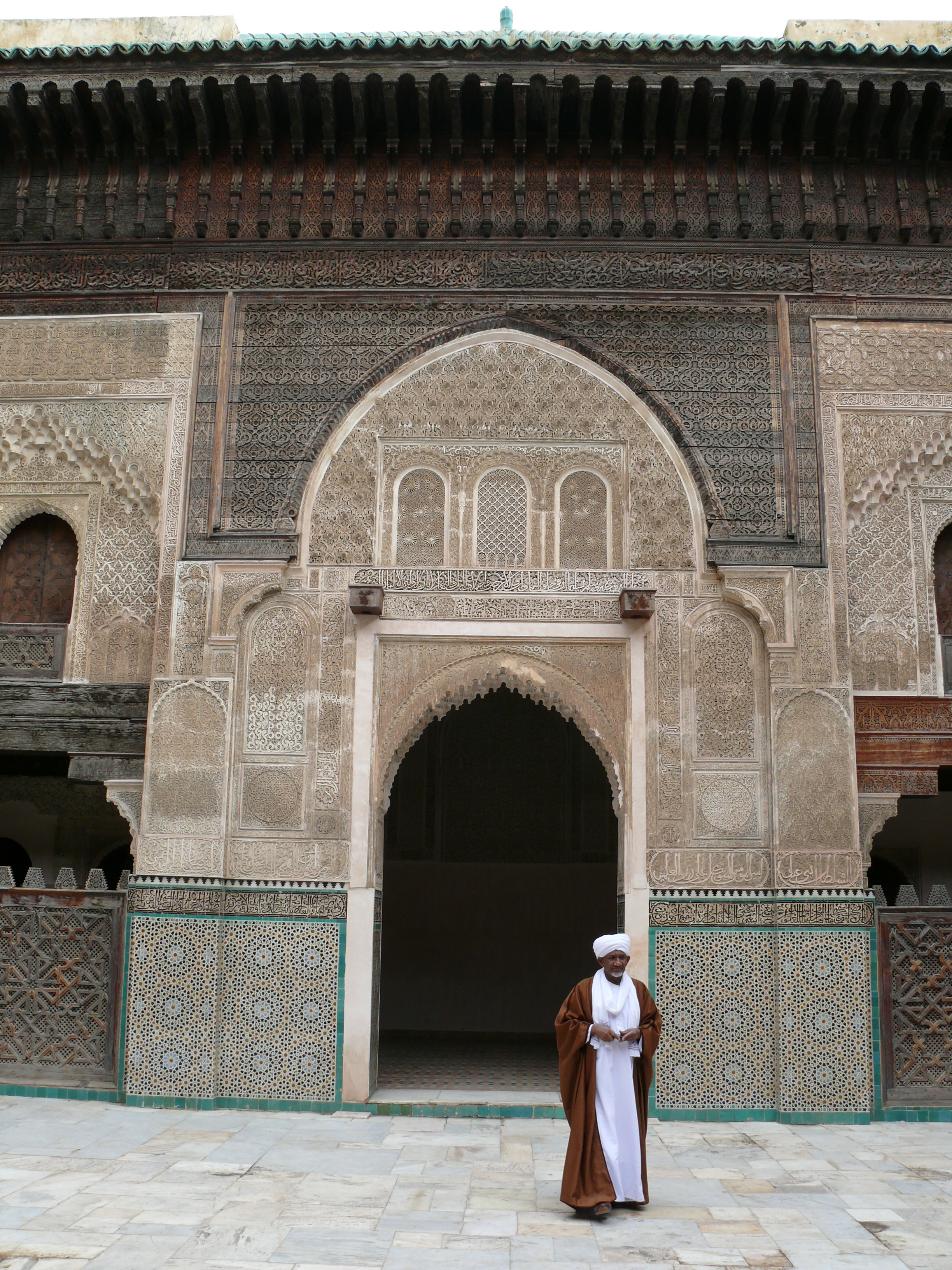
Eingang zum Hörsaal

Abū ʿInān Fāris (arabisch أبو عنان فارس; geboren 1329 in Fès; gestorben 1358) war der elfte Sultan der Meriniden in Marokko (1348–1359).
Abū ʿInān Fāris war schon zu Lebzeiten seines Vaters Abu l-Hasan (Sultan 1331–1351) als Statthalter in Tlemcen tätig. Nachdem er von dem desaströsen Ausgang des Feldzugs seines Vaters in Ifrīqiya erfahren hatte, ließ er sich am 28. Juni 1348 in Tlemcen zum Herrscher ausrufen, in der Annahme, dass sein Vater die Niederlage nicht überlebt habe. Diesem gelang aber die Flucht nach Marokko, so dass es innerhalb der Dynastie zu internen Kämpfen kam, in denen sich Abū ʿInān gegen seinen Vater durchsetzen konnte. Entscheidend für den Erfolg seines Aufstands war die Unterstützung, die er von den husainidischen Scherifen von Sabta erhielt. Nach dem Tod seines Vaters wurde er als Herrscher allgemein anerkannt.
Abū ʿInān nahm schon bei der Revolte gegen seinen Vater nach dem Vorbild der ersten Kalifen den Titel Amīr al-muʾminīn („Befehlshaber der Gläubigen“) an. Mit diesem Titel verewigte er sich auch in der Gründungsinschrift der nach ihm benannten Madrasa Bū ʿInānīya in Fès. Wie schon sein Vater versuchte er den Maghreb unter der Herrschaft der Meriniden zu vereinigen. So wurde schon 1352 Tlemcen und Bougie von den Abdalwadiden zurückerobert. 1358 gelang ihm auch der Einzug in Tunis, jedoch musste er nach Marokko flüchten, als die arabischen Hilfstruppen ihm die Huldigung verweigerten.
Abū ʿInān war ein großer Förderer von Kunst und Kultur und versammelte Dichter und Gelehrte an seinem Hof. In seinem Auftrag schrieb der Dichter Mohammed Ibn Dschuzaj die Erlebnisse des großen Reisenden Ibn Battuta in Form eines Berichtes nieder. Abū ʿInān vollendete die von seinem Vater in Angriff genommenen Bauten in Algerien, Meknès und Fès und ließ die imposante Madrasa Bū ʿInānīya in Fès errichten, wo auch Ibn Chaldun lehrte. Wie aus Ibn Dschuzajs Vorrede zu Ibn Battūtas Reisebericht hervorgeht, ließ er in der Nacht zum Prophetengeburtstag im ganzen Land regelmäßig große Bankette veranstalten.
In Marokko wurde er 1358 durch eine Verschwörung der hohen Würdenträger am Hof gestürzt und von einem seiner Wesire auf seinem Krankenbett erdrosselt. An den folgenden Machtkämpfen war u. a. auch Ibn Chaldun beteiligt, der daraufhin das Land verlassen musste. Die Wattasiden gewannen in den folgenden Jahren als Wesire die beherrschende Stellung in Marokko und hatten den entscheidenden Einfluss über die Ein- und Absetzung der Sultane.

## Belege
1. ↑  Vgl. Beck: L' image d'Idrīs II. 1989, S. 174.
2. ↑  Vgl. Beck: L' image d'Idrīs II. 1989, S. 174.
3. ↑  Vgl. Beck: L' image d'Idrīs II. 1989, S. 178.
4. ↑  Vgl. N.J.G. Kaptein: Muḥammad's Birthday Festival. Early History in the Central Muslim Lands and Development in the Muslim West until the 10th/16th Century. Leiden u. a.: Brill 1993. S. 107.

| Personendaten    | Personendaten                   |
| ---------------- | ------------------------------- |
| NAME             | Abū ʿInān Fāris                 |
| ALTERNATIVNAMEN  | أبو عنان فارس (arabisch)        |
| KURZBESCHREIBUNG | Sultan der Meriniden in Marokko |
| GEBURTSDATUM     | 1329                            |
| GEBURTSORT       | Fès                             |
| STERBEDATUM      | 1358                            |